# Ла-Бастид-де-Серу
Ла-Басти́д-де-Серу́ (фр. La Bastide-de-Sérou) — коммуна во Франции, находится в регионе Юг — Пиренеи. Департамент коммуны — Арьеж. Административный центр кантона Ла-Бастид-де-Серу. Округ коммуны — Фуа.
Код INSEE коммуны — 09042.

## Население
Население коммуны на 2008 год составляло 959 человек.
| 1962 | 1968 | 1975 | 1982 | 1990 | 1999 | 2008 |
| ---- | ---- | ---- | ---- | ---- | ---- | ---- |
| 1028 | 962  | 941  | 962  | 933  | 907  | 959  |

## Экономика
В 2007 году среди 545 человек в трудоспособном возрасте (15—64 лет) 389 были экономически активными, 156 — неактивными (показатель активности — 71,4 %, в 1999 году было 70,6 %). Из 389 активных работали 331 человек (175 мужчин и 156 женщин), безработных было 58 (30 мужчин и 28 женщин). Среди 156 неактивных 40 человек были учениками или студентами, 58 — пенсионерами, 58 были неактивными по другим причинам.